# Zeke Clements
Marlon R. „Zeke“ Clements (* 6. September 1911 nahe Empire, Alabama; † 4. Juni 1994 in Nashville, Tennessee) war ein US-amerikanischer Country-Musiker, Schauspieler und Songschreiber. Clements hatte eine der längsten und ausgedehntesten Karrieren in der Geschichte der Country-Musik.

## Leben

### Kindheit und Jugend
Zeke Clements wurde nahe Empire, Alabama, geboren. Seine Vorfahren waren englischer und indianischer Abstammung (Cherokee). Musikalisch beeinflusst wurde Clements von der traditionellen Old-Time Music, die er über Nachbarn und Bekannte lernte.

### Karriere
Mit 17 Jahren hatte Clements 1928 sein Debüt beim Radiosender WLS in Chicago. Er schloss sich Otto Gray and the Oklahoma Cowboys als Sänger und Gitarrist an und trat regelmäßig in WLS‘ National Barn Dance auf, was seine Popularität schnell erhöhte. 1930 hatte er seinen ersten Gastauftritt in der Grand Ole Opry, die über WSM aus Nashville gesendet wurde. Mit den Bronco Busters, einer Western-Gruppe die auch Texas Ruby als Mitglied hatte, schloss er sich 1933 dem Ensemble der Opry an. Die Bronco Busters waren die erste Cowboy- und Western-Band, die regelmäßig in der Opry vertreten waren.
Mitte der 1930er Jahre zog Clements an die Westküste nach Hollywood, doch fasste er im an singenden Cowboys übersättigten Filmgeschäft nie richtig Fuß. Den einzigen überlieferten Auftritt in einer Leinwand-Produktion listet die Datenbank IMDb mit dem 1946 uraufgeführten Charles Starrett-Vehikel Two-Fisted Stranger des renommierten B-Regisseurs Ray Nazarro. Gelegentlich war er noch an einigen wenigen Soundtracks beteiligt, doch insgesamt war das Kino nicht seine Bühne.

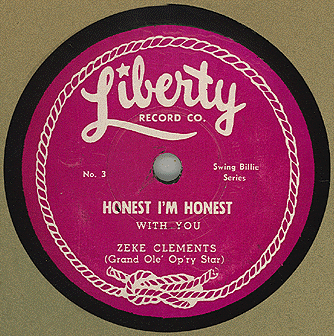
Honest I’m Honest

1939 kehrte Clements zurück in die Südstaaten und nahm seine Arbeit in der Opry wieder auf. In den nächsten Jahren wurde er zu einem der größten Stars der Show und steht daher in einer Reihe mit anderen Stars wie Bill Monroe, Roy Acuff, Ernest Tubb und vielen weiteren. Seinen ersten Hit hatte Clements mit Smoke on the Water, der 1944 von Red Foley gecovert und ein Jahr später zum Nummer-eins-Hit wurde. 1945 gründete Clements Liberty Records in Kalifornien, das später in Blazon Records umbenannt wurde. Er blieb in den nächsten Jahren weiterhin eine Größe in der Country-Szene und hatte Hits wie Blue Mexico Skies. Auch als Songschreiber war Clements gefragt; seine Titel wurden unter anderem von Eddy Arnold, Kitty Wells und Red Foley aufgenommen.

### Spätere Jahre
Nach einem relativ kurze Aufenthalt beim Louisiana Hayride Ende der 1940er Jahre zog Clements in den 1950er Jahren in den Südstaaten umher und war im Programm verschiedener Radiosender zu hören. Ende der 1950er und Anfang der 1960er Jahre unterbrach er seine Karriere als Musiker und widmete sich in Nashville anderen geschäftlichen Dingen.
Danach zog er nach Miami, Florida, wo er fast ein Jahrzehnt lang Banjo in einer Dixieland-Gruppe spielte. 1971 wurde Clements aufgrund seiner Leistungen als Songschreiber in die Nashville Songwriters Hall of Fame aufgenommen. In den 1980er Jahren lebte er wieder in Nashville, wo er weiterhin Mitglied der Grand Ole Opry blieb. Zeke Clements starb 1994 im Alter von 83 Jahren.

## Diskografie
Die Diskografie ist nicht vollständig.

### Singles
| Jahr                  | Titel                                                                                              | #      | Anmerkungen    |
| --------------------- | -------------------------------------------------------------------------------------------------- | ------ | -------------- |
| Black & White Records | |        |                |
|                       | Blue Mexico Skies / Nobody Loves Me                                                                | 10013  |                |
|                       | You’re Free Again / It’s My Life                                                                   | 10014  |                |
|                       | Oklahoma Blues / I’ll Face the World With a Smile                                                  | 10017  |                |
|                       | Honest I’m Honest / Am I Too Late                                                                  | 10019  |                |
|                       | Lookin’ For an Angel Like You / It Won’t Do You No Good                                            | 10021  |                |
| Blazon Records        | |        |                |
|                       | Oklahoma Blues / Am I Too Late                                                                     | 8      |                |
|                       | Nobody Loves Me / It’s My Life                                                                     | 10     |                |
|                       | I’ll Face the World with a Smile / It Won’t Do No Good                                             | 11     |                |
|                       | Am I Too Late / Honest I’m Honest                                                                  | 101    |                |
|                       | Thank You Lord / I Love the Name of Jesus                                                          | 102    |                |
| Bullet Records        | |        |                |
| 1949                  | Brown’s Ferry Boogie / In the Valley of My Dreams                                                  | 653    |                |
| 1949                  | I Won’t Be Here to Love You Anymore / I Dreamed I Spent Christmas in Heaven                        | 668    |                |
| Coral Records         | |        |                |
| 1949                  | T for Texas / Pride of the Prairie                                                                 | 64003  | mit Texas Ruby |
| MGM Records           | |        |                |
| 1949                  | The Price I Paid For Loving You / I Wanted To, But I Didn’t Know How                               | 10437  |                |
| 1949                  | Louisiana Girl / Girl That Done Me Wrong                                                           | 10552  |                |
| 1950                  | Guitar Waltz / Just Look at You Now                                                                | 10659  |                |
| 1950                  | I Tried / Blue Mexico Skies                                                                        | 10811  |                |
| 1951                  | Ridin’ Down the River / In the Valley of My Dreams                                                 | 10965  |                |
| 1952                  | There’s Poison In Your Heart / Payday Saturday Night                                               | 11399  |                |
| 1953                  | If I Had Known / Every Day Should Be Mother’s Day                                                  | 11495  |                |
| 1953                  | Won’t’cha Love Me / I Want to Live a Little                                                        | 11641  |                |
| 1954                  | Thank You Lord / I Love the Name of Jesus                                                          | 11701  |                |
| 1954                  | Blue Texas Blues / Baby What’cha Doin’ To-Nite                                                     | 11852  |                |
| 1955                  | Christmas Star / It’s Christmas Time                                                               | 11872  |                |
| 1955                  | Clicking Castanets / I’ve Got a Lot to Learn                                                       | 12016  |                |
| Dot Records           | |        |                |
| 1956                  | Blue Mexico Skies / You’re Free Again                                                              | 15440  |                |
| Gold Standard Records | |        |                |
|                       | Somebody’s Been Beatin’ My Time / ?                                                                | 101    |                |
| Janet Records         | |        |                |
|                       | EP - I Don’t Like It - Here My Love Calling Me - I’m Goin’ Stepping Out - I’ve Tried to Forget You | EP 301 |                |

### Alben
- 1964: The Man from Music Mountain